# 죽림역
죽림역(竹林驛)은 경상남도 사천시에 위치했던 진삼선의 역이다. 진삼선이 폐선된 이후에도 역사는 철거되지 않고 민가로 활용되어 지금도 남아 있으며, 화물플랫폼 흔적도 남아있다.

## 역사
- 1965년 12월 7일 : 보통역으로 영업 개시[1]
- 1977년 3월 1일 : 폐역[2]